# Charles Auguste Jégou d'Herbeline
Pour les articles homonymes, voir Jégou.
Charles Marie Auguste Jégou d'Herbeline est un ingénieur français né le 19 janvier 1807 à Saint-Brieuc et mort le 25 juin 1880 à Nantes.

## Biographie
Charles Auguste Jégou est le fils de Yves Jégou, officier d'artillerie, professeur de rhétorique au lycée impérial de Nantes et inspecteur de l'Université de Nantes, et de Marie-Françoise d'Herbeline de Rubercy.
Élève à l'École polytechnique en 1824, puis à l'École des ponts et chaussées, il est nommé comme ingénieur à Nantes en 1835 pour la construction du nouveau port de Saint-Nazaire, puis ingénieur en chef des travaux de Saint-Nazaire (jusqu'en 1864), travaillant en étroite collaboration avec Jules de La Gournerie entre 1840 et 1849.
Il réalise le projet du viaduc de Clisson en 1835.
Dans la ville de Nantes, Jégou reconstruit le pont-Rousseau, le pont Maudit, le pont de Pirmil et restaure la levée de la Divatte. 
En 1864, il passe inspecteur général, avant de devenir directeur de l'École nationale des ponts et chaussées en 1873 et le restera jusqu'en 1877.
Par décret impérial du 17 février 1869 il est autorisé à ajouter d'Herbeline au nom patronymique Jégou.
Il est conseiller municipal de Nantes.

## Famille
- Yves Marie Jégou (1769-1851) est marié en 1804 à Marie Françoise d'Herbeline de Rubercy[1] (1785- ), fille de Jacques d'Herbeline de Rubency (1746-1800), qui ont eu :
  - Yves Marie Jégou (1805-1845), ingénieur des ponts et chaussées, chevalier de la Légion d'honneur[2], marié en 1835 à Marie-Pauline Richer de Saint-Berthière,
    - Marie Jégou ;

  - Charles Marie Auguste Jégou d'Herbeline (1807-1880) est marié à Louise Théophile Laënnec, fille du bâtonnier Charles Christophe Pelage Laënnec, conseiller général de la Loire-Inférieure et recteur de l'Académie de Nantes, et de Claire Marion de Procé, et petite-fille de Guillaume François Laënnec. 
    - Louise Jégou d'Herbeline (1847-1924) mariée en 1871 à François-Maurice Allotte de La Fuÿe, d'où :
      - Louis Allotte de La Fuÿe (1872-1896), marié à Marguerite Pichelin (1874-1959), fille du bâtonnier Pierre Pichelin (1847-1921), sa cousine ;
      - René Allotte de La Fuÿe (1880-1911), mort pour la France ;
      - Jeanne Allotte de La Fuÿe (1888-1971) mariée en 1912 à Olivier Marie "Joseph" Blandin de Chalain (1885-1954)

    - Élisabeth Jégou d'Herbeline (1849-1934) mariée en 1872 à Pierre Pichelin (1847-1921), bâtonnier de l'Ordre des avocats de Nantes
    - Paul Jégou d'Herbeline (1853-1912), ingénieur en chef des ponts et chaussées, chevalier de la Légion d'honneur[3], marié à  Bathilde Desloges (1860- )
    - Augustin Jégou d'Herbeline (1853-1884), capitaine d'infanterie
    - Jenny Jégou d'Herbeline (1856-1882) mariée en 1879 avec Félix Jochaud du Plessix (1856-1933), fils de Félix Louis Gustave Jochaud du Plessix (1806-1875), son cousin ;

  - Louis Jégou (1818- ) ;
  - Édouard Jégou (1818- ) ;
  - Élisa Jégou (1822- ) mariée à Félix Louis Gustave Jochaud du Plessix (1806-1875)

## Distinctions
- Commandeur de la Légion d'honneur (25 juillet 1876)[4]